# Tohatsu

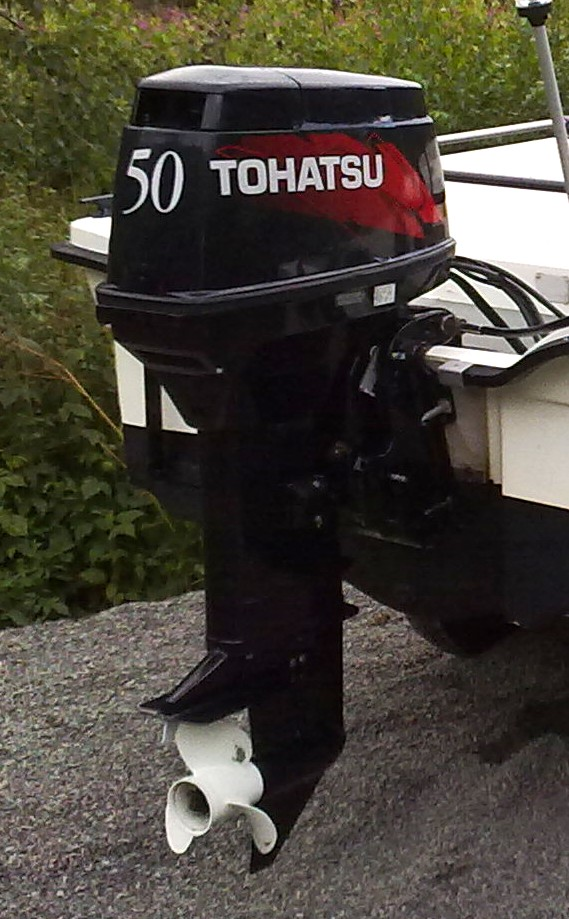
Utombordsmotor från Tohatsu

Tohatsu är en japansk tillverkare av utombordsmotorer för båtar. Den första utombordsmotorn lanserades 1956 och var på 1,5 hästkrafter. Företaget är näst störst i världen när det gäller produktion av utombordsmotorer.
Redan 1922 började företaget att, som första producent i Japan, utveckla mindre bensinmotorer vilka installerades i bland annat motorcyklar, fiskebåtar, snöredskap, brandpumpar och vattenpumpar.
Tohatsu tillverkar också motorer som förses med andra märkesnamn; till exempel Mercury (upp till 30 hästkrafter) och Nissan (på USA-marknaden).